# هوسي نورودا
هوسي نورودا (野呂田 芳成 Norota Hōsei، 25 أكتوبر 1929 – 23 مايو 2019) كان سياسيًا يابانيًا في حزب الشعب الجديد وعضوًا بمجلس النواب في البرلمان (المجلس التشريعي الوطني). هو من مواليد نوشيرو في أكيتا وخريج جامعة شوؤو. التحق نورودا بوزارة البناء في العام 1953 ثم تركها وانتخب لعضوية مجلس المستشارين في البرلمان لأول مرة في العام 1977. في العام 1983 اُنتخب لعضوية مجلس النواب لأول مرة. شغل نورودا من العام 1995 حتى العام 1996 منصب وزير الزراعة والغابات ومصايد الأسماك في حكومة رئيس الوزراء تومي-إتشي موراياما. في العام 1998 شغل منصب المدير العام لوكالة الدفاع اليابانية لفترة قصيرة.
في العام 2001 حصل نورودا على وسام الشرف المدني بادما فيبهوشان من رئيس الهند.
توفي نورودا بسرطان المثانة في 23 مايو 2019 في مستشفى طوكيو عن 89 عامًا.

## روابط خارجية
- الموقع الرسمي
 باللغة اليابانية.

| مجلس النواب الياباني                | مجلس النواب الياباني                                               | مجلس النواب الياباني             |
| ----------------------------------- | ------------------------------------------------------------------ | -------------------------------- |
| يتقدم بواسطة </br> كيشيرو ناكامورا ‏ | رئيس لجنة بناء مجلس النواب </br> 1988 – 1989                       | نجح بواسطة </br> يوشيوكي تويا    |
| يتقدم بواسطة </br> ساداتوشي اوزاتو ‏ | رئيس لجنة السياسات الوطنية الأساسية لمجلس النواب </br> 2000 – 2001 | نجح بواسطة </br> هيساو هورينوتشي |
| يتقدم بواسطة </br> شوزه هارادا      | رئيس لجنة ميزانية مجلس النواب </br> 2001 – 2002                    | نجح بواسطة </br> يوجي تسوشيما ‏   |
| المكاتب السياسية                    |                                                                    |                                  |
| يتقدم بواسطة </br> تايشيرو أغوارا   | وزير الزراعة والغابات ومصايد الأسماك </br> 1995 – 1996             | نجح بواسطة </br> IchizŌ Ōhara    |
| يتقدم بواسطة </br> فوكوشيرو نوكاجا ‏ | المدير العام لوكالة الدفاع اليابانية </br> 1998 – 1999             | نجح بواسطة </br> تسوتومو كاوارا ‏ |